# 金葉和歌集
『金葉和歌集』（きんようわかしゅう）は、平安時代後期に編纂された勅撰和歌集。全10巻。『後拾遺和歌集』の後、『詞花和歌集』の前に位置し、第5番目の勅撰集に当たる。略称『金葉集』（きんようしゅう）。撰者は源俊頼。

## 成立の背景
白河院は勅撰集第4番目の『後拾遺和歌集』を編纂させた後ふたたび勅撰和歌集を計画し、源俊頼一人にその編纂の院宣を下した。俊頼は勅撰集編纂の事業に取掛かり、 天治元年（1124年）頃に『金葉和歌集』を完成させた。
ところがそうして出来た『金葉和歌集』は、白河院の奏覧に供されたものの俊頼のもとへ返されてしまった。そこで俊頼は天治2年4月頃、その内容を改訂して再び奏覧する。しかしこれもまた白河院には受け入れられず俊頼のもとへと返された。そして大治元年（1126年）か翌年の頃、更に内容を改めたものを俊頼は奏覧し、それがようやく白河院のもとに納められた。しかしこの三度目の奏覧本は清書される前の俊頼自筆の稿本で、「造紙」（草紙＝冊子本）の形態のものだった。それを内々に白河院が目にして納められたのである。
こうした経緯により、『金葉和歌集』には大きく分けて3系統の伝本があり、最初に奏覧した本を初度本（しょどぼん）、二度目に奏覧した本を二度本（にどぼん）、そして三度目に奏覧して納められたものを三奏本（さんそうぼん）と呼んでいる。撰集の経緯からすれば三奏本が最も正式なものとみなされるべきだが、この三奏本は人知れず宮中に秘蔵されたままとなってしまった。一方、二度本は早くから巷間に流布して次第にこちらの方が主流の本文とみなされるようになり、これが現在に至っている。
奏覧に供されながら撰者のもとに返され、2度も大きな改編がなされたという勅撰和歌集は、後にも先にもこの『金葉和歌集』をおいて他にはない。その事情について『今鏡』が伝えるところによれば、初度本は紀貫之の歌を巻頭に撰んだが、これが「古めかしい」と白河院の不興を被ったという。ただし初度本の巻頭は貫之の歌ではなく白河院の異母弟輔仁親王の歌だったとも伝わっており、『増鏡』が記すところによれば、父後三条天皇が自身の後には輔仁親王を立てるよう遺言していたのを無視して実子の堀河天皇に譲位した白河院は、輔仁親王のことを一貫して忌避しており、この初度本を嫌って俊頼に返したのもそのためという。二度本は藤原顕季の歌を巻頭に置き当代歌人の歌を主軸にして編纂されたが、白河院は「これも特にいいとは思えない」と却下している。
最終的に納められた三奏本にも問題はあった。巻頭に置いたのは源重之の歌だったが、この歌は実はすでに勅撰集第3番目の『拾遺和歌集』に収録された歌だった。またこの他にも4首が『拾遺和歌集』と重複している。勅撰集を編纂する際には、その以前の勅撰集に採られた歌は再び採らないというのが根本的な決まりごとだった。

## 構成と内容
構成は以下の通りで序文はない。収められた和歌は短歌形式のものがほとんどで、巻第十に「連歌」の題を設けて連歌10首余りを収めている。
- 巻第一　春部
- 巻第二　夏部
- 巻第三　秋部
- 巻第四　冬部
- 巻第五　賀部
- 巻第六　別部
- 巻第七　恋部 上
- 巻第八　恋部 下
- 巻第九　雑部 上
- 巻第十　雑部 下

全10巻という構成の勅撰集はこの『金葉和歌集』と次の『詞花和歌集』しかない。それまでの『古今和歌集』をはじめとする勅撰集が20巻だったのを10巻としたのは、藤原公任撰の『拾遺抄』にならったものだという。部立も『拾遺抄』そのままである。当時は『拾遺和歌集』ではなく、『拾遺抄』を正当視する向きがあった。二度本では六条源家の源経信・俊頼父子、そして六条藤家の顕季らが主要歌人となっている。 

## 評価
『金葉和歌集』の同時代の歌人たちからの評判は芳しくなかったようである。六条藤家の歌人藤原清輔が著した歌論書『袋草紙』が評するところによれば、『金葉和歌集』は世に出た当時「ひじつきあるじ」とあだ名されていたという。「ひじつき」とは「にせ物」「疑わしい物」「まがい物」という意味で「あるじ」は「集」で、有り体に言えば「まがい物の歌集」である。また同書の『金葉和歌集』の項には、「…時に基俊といふ者あり、和漢を兼ねて尤も選者に便（びん）あり。然りといえどもこれを奉らず」ともある。同じことなら撰者は藤原基俊の方が良かったという批判である。『拾遺和歌集』に収録されている5首が再録されたことも問題とされている。
また鎌倉時代の初期に式子内親王が歌人の藤原俊成に依頼して執筆させた歌学書『古来風体抄』にも、『金葉和歌集』は「当時の人のみ初めより続きだちたるやうにて、すこしいかにぞや見え侍るなるべし」、つまり巻頭から同時代の人の歌ばかりが続いているのはどうかと思うとこれが評されている。
源俊頼は勅撰集の撰者という名誉に与りながら、重ねて内容の改編を強いられることになり、その挙句に酷評を受けるという散々の結果となってしまった。しかし後代になると『金葉和歌集』は『古今和歌集』以来の伝統にとらわれず、それまで取り上げられなかった題材や言葉など新奇な作風の歌を多く取り入れ、当時の歌壇に新風を吹き入れたと評価されるようになった。俊頼本人についてもその後も編纂された『千載和歌集』では最も多の歌が採られている。また藤原定家が撰した『百人一首』には『金葉和歌集』収録の歌が4首採られている。

## 伝本
『金葉和歌集』の伝本は成立に至るまでの複雑な経緯を反映し、初度本・二度本・三奏本の3系統に分けられる。初度本は半分以上が欠けている零本で、それ一冊のみが伝わる孤本である。現存する伝本のほとんどは二度本で、一般に流布する『金葉和歌集』の本文もこの二度本に拠るが、同じ二度本でも伝本の間で収める和歌がおよそ660首のものから700首を超えるものまで異同がある。三奏本は2種類現存する。3系統はいずれも曲がりなりにも伝えられているのである。

### 初度本
初度本の伝本は次の一つしか知られていない。
- 伝冷泉為相筆本
静嘉堂文庫所蔵。巻第一から巻第五までの零本。巻頭は『今鏡』が伝える通り紀貫之の歌から始まっている。

### 二度本
二度本はさらに数種類の系統に分けられる。これは俊頼が二度本を編纂する際に、数度にわたって改編した結果出来た途中の稿本が書写されて伝わったものである。その系統については歌数の相違などから細かく区別されているが、以下はいくつかの主要な伝本を列記するにとどめる。
- 橋本公夏筆本
旧桂宮家旧蔵。
- 伝二条為明筆本
ノートルダム清心女子大学所蔵。『新編国歌大観』と『新日本古典文学大系』が底本とする。
- 板本系
江戸時代に刊行されて普及した『二十一代集』（正保版）と『八代集抄』の本文。

### 三奏本
三奏本の伝本は次の二つが知られている。
- 伝後京極良経筆本
近世になって発見された伝本で、天保9年（1883年）に板本として刊行され流布した。ただし本文に落丁や誤脱がある。『新編国歌大観』と『新日本古典文学大系』に三奏本として翻刻され、二度本とともに収められている。
- 伝二条為遠筆本
近年発見された伝本。本文は伝京極良経筆本の誤脱等を補うもの。

## 校注文献
- 『八代集3』（奥村恒哉校注、平凡社東洋文庫、1987年、ワイド版2008年）、他は詞花集・千載集
- 『和歌文学大系34　金葉和歌集／詞花和歌集』（錦仁校注、明治書院、2006年）
- 『新日本古典文学大系9　金葉和歌集／詞花和歌集』（川村晃生・柏木由夫校注、岩波書店、1989年）
  - 新訂『金葉和歌集』（伊倉史人補注、岩波文庫、2023年）